# Walter Franke (Politiker, 1926)
Walter Franke (* 20. November 1926 in Bleckenstedt; † 1. November 2015) war ein Bremer Politiker (SPD). Er war Bremer Senator und Bürgermeister in Bremen.

## Biografie

### Ausbildung und Beruf
Franke war der Sohn eines Schulrektors. Er studierte nach dem Gymnasium in Braunschweig vor und nach dem Zweiten Weltkrieg Rechts- und Staatswissenschaften an der Universität Göttingen und an der Hochschule für Verwaltungswissenschaften Speyer. Er diente seit 1944 im Zweiten Weltkrieg, wurde schwer verwundet und 1947 aus der Kriegsgefangenschaft entlassen. 1951 schloss er das Studium ab und promovierte 1955 in Göttingen zum Dr. jur. Seit seinem Studium war er Mitglied der Burschenschaft Frisia Göttingen, des heutigen Corps Frisia.
1956 war er im Justizdienst tätig und ab 1957 bis 1960 Leiter der Rechtsabteilung beim DGB in Bremen. Zugleich war er Dozent an den gewerkschaftlichen Schulen. Von 1960 bis 1965 war er Geschäftsführer und Justiziar der Arbeiterkammer Bremen. Nach 1971 hielt Franke als a. o. Professor Vorlesungen an der Universität Bremen.
Nach seiner Senatorenzeit war er von 1979 bis 1985 wieder für die Arbeiterkammer Bremen tätig. Bekannt wurde der Besuch der polnischen Solidarność-Delegation von 1981 in Bremen, den die Arbeiterkammer auf Grund der Kontakte von Franke zu Lech Wałęsa vorbereitet hatte. Durch den in dieser Zeit ausgerufenen Ausnahmezustand in Polen mussten die Delegationsmitglieder in Bremen verbleiben.
Franke war verheiratet und hatte zwei Söhne. Er wohnte in Bremen-Horn-Lehe.

### Politik
Franke beantragte am 27. Dezember 1943 die Aufnahme in die NSDAP und wurde zum 20. April 1944 aufgenommen (Mitgliedsnummer 9.884.766). Er wurde nach dem Krieg Mitglied der SPD. Von 1963 bis 1975 war er Mitglied der Bremer Bürgerschaft und verschiedener Deputationen (Justiz, Wissenschaft, Wirtschaft). Anfang 1971 wählte die SPD-Fraktion ihn zum stellvertretenden und Ende 1971 Vorsitzenden der Fraktion als Nachfolger von Gustav Böhrnsen. 1975 wurde er als Nachfolger von Annemarie Mevissen in den Bremer Senat berufen und war bis 1979 Stellvertretender Präsident des Senats, Bürgermeister und Senator für Arbeit, Soziales, Jugend und Sport im 3. Kabinett von Hans Koschnick. Im 4. Senat von Koschnick sollte Franke ab 1979 dann Wirtschafts- und Arbeitssenator werden. Er war in Übereinstimmung mit seiner Gewerkschaft und der Arbeiterkammer mit dieser Ämterkombination nicht einverstanden und verzichtete auf eine weitere Mitgliedschaft im Senat.

### Weitere Ämter
- Franke war bis 1999 Landesvorsitzender und Mitglied des Bundespräsidiums und von 1990 bis 1996 Bundesvorsitzender des Reichsbundes der Kriegsopfer, Behinderten, Sozialrentner und Hinterbliebenen (ab 1999 Sozialverband Deutschland).
- Von 1990 bis zum Herbst 1997 vertrat er den Reichsbund als Bundesvorsitzender. In seiner Amtszeit wurde das Elfte Buch Sozialgesetzbuch – Soziale Pflegeversicherung – (SGB XI) verabschiedet, das auch ein Erfolg der ständigen Bemühungen des Sozialverbandes Reichsbund zur Verbesserung der sozialen Sicherheit bei Pflegebedürftigkeit war. Ebenso muss die Aufnahme des Benachteiligungsverbots für behinderte Menschen in das Grundgesetz als großer Erfolg auch des Reichsbundes gelten.
- Von 1991 bis 2001 war er Honorarkonsul für Marokko in Bremen.
- Vorsitzender der Deutsch-Arabischen Gesellschaft in Bremen in den 1990er Jahren.

## Schriften
- Bundessozialhilfegesetz mit Rechtsverordnungen, Verlag: Reichsbund, 1994